# Municipio de Santa Cruz del Sur
Municipio de Santa Cruz del Sur är en kommun i Kuba.   Den ligger i provinsen Provincia de Camagüey, i den sydöstra delen av landet, 500 km sydost om huvudstaden Havanna. Antalet invånare är 51 335. Arean är 1 122 kvadratkilometer.
Terrängen i Municipio de Santa Cruz del Sur är platt.